# Tony Bobulinski
Anthony Bobulinski (hay được biết đến với cái tên Tony Bobulinski) là một doanh nhân người Mỹ.

## Sự kiện tháng 11 năm 2020
Vào ngày 22 tháng 10 năm 2020, Bobulinski xuất hiện tại một sự kiện do chiến dịch tranh cử tổng thống Donald Trump 2020 tổ chức, nơi ông cáo buộc ứng cử viên tổng thống đối thủ của Donald Trump là Joe Biden có liên quan đến các giao dịch kinh doanh của con trai ông là Hunter Biden với công ty Trung Quốc CEFC.  Bobulinski sau đó được Tổng thống Trump mời tham dự cuộc tranh luận tổng thống Mỹ năm 2020 cuối cùng, cũng diễn ra vào ngày hôm đó. Bobulinski và Hunter Biden là đối tác kinh doanh cũ. Tờ Washington Post mô tả Bobulinski "dường như" không hài lòng về việc Hunter Biden đã tiến hành công việc kinh doanh ở Trung Quốc mà không liên quan đến ông ta.
Các tờ Wall Street Journal đánh giá tin nhắn văn bản và email liên quan đến CEFC cung cấp bởi Bobulinski, và kết luận rằng những thông tin liên lạc "không hiển thị hoặc Hunter Biden hay James Biden thảo luận về vai trò của Joe Biden trong liên doanh." Tờ Wall Street Journal cũng kết luận rằng hồ sơ doanh nghiệp mà họ phân tích "không có vai trò gì đối với Joe Biden".
Trong các cuộc phỏng vấn, Bobulinski tuyên bố ông là người phi chính trị, nhưng thừa nhận trước đó đã quyên góp vận động cho đảng Dân chủ.